# Curviramea
Curviramea là một chi rêu trong họ Hookeriaceae.